# Ley Orgánica Constitucional de Enseñanza
La Ley n.º 18.962 Orgánica Constitucional de Enseñanza  (simplemente conocida como Ley Orgánica Constitucional de Enseñanza o LOCE) fue una ley chilena que, por mandato constitucional, tuvo por objeto fijar los requisitos mínimos que deberán cumplir los niveles de enseñanza básica y media, regular el deber del Estado de velar por su cumplimiento, y normar el proceso de reconocimiento oficial de los establecimientos educacionales de todo nivel. Fue publicada en el Diario Oficial de Chile del 10 de marzo de 1990.
La LOCE fue dictada por la Junta de Gobierno militar, que en aquellos años ejercía la función legislativa en Chile, y promulgada por el dictador Augusto Pinochet Ugarte, el 7 de marzo de 1990, siendo publicada en el Diario Oficial el 10 de marzo del mismo, último día de la dictadura militar.
Fue derogada en 2009 por la Ley General de Educación, excepto en su Título III, salvo su párrafo 2º, y su Título IV, normas referidas básicamente a la educación superior.

## Objeto de la ley
La LOCE no es la ley básica del sistema educacional chileno, sino que regula tres aspectos de un derecho constitucional específico: la (artículo 19 n.º 11 de la Constitución).
Existen otras numerosas leyes que inciden en el ámbito educacional. Así, por ejemplo, las normas legales que desarrollan el derecho a la educación, contenidos en la Ley de Subvenciones a Establecimientos de Educación, y las que entregaron la administración de las antiguas escuelas estatales a los Municipios.
De acuerdo a la Constitución chilena, los elementos del derecho a la libertad de enseñanza deben ser regulados por la LOCE son tres:
1. Los requisitos mínimos que deben exigirse en cada uno de los niveles de la enseñanza básica y media,
2. Las normas objetivas, de general aplicación, que permitan al Estado velar por el cumplimiento de estos requisitos mínimos, y
3. Los requisitos para el reconocimiento oficial de los establecimientos educacionales de todo nivel.

## Principios constitucionales
Como es natural en las normas constitucionales, es posible encontrar acá un permanente conflicto entre, de una parte, los derechos y libertades que se le reconocen a los individuos y, de otra, las obligaciones y tareas que se le fijan al Estado.
Ciertos autores afirman que en materia educacional, debe recibir aplicación el denominado principio de subsidiariedad. Este principio establecería que las estructuras sociales superiores, en este caso el Estado, deben intervenir complementando y auxiliando a los individuos y grupos intermedios. Desde un punto de vista sociológico, el Estado habría nacido para satisfacer aquellas necesidades que los individuos o los grupos intermedios, por sí solos, no pueden satisfacer. Por consiguiente el Estado debería promover que la mayor parte de las actividades sociales, entre otras, la empresa, la educación y la salud, sean abordados por la iniciativa de los privados. Si estos no quisieran o no pudieran participar, el Estado debería hacer todo lo posible para que lo hagan, promoviendo la competencia. Este principio complementa, en lo que corresponde a la actividad estatal, a los principios básicos de la economía de mercado, tales como la iniciativa privada y la propiedad privada. 
Se ha afirmado que el principio de subsiedaridad en materia educacional, estaría reconocido en el artículo 19 n.º10 de la Constitución chilena.
Frente a lo anterior es posible encontrar en la Constitución chilena normas que, en lugar de darle un rol "subsidiario" al Estado le ordenan un sinnúmero de tareas en materia social y educacional. Desde ya, el artículo 1º dedica tres de sus cinco incisos a fijar tareas al Estado en los más variados ámbitos de la vida social, ordenándole entre otras cosas, "contribuir a crear las condiciones sociales que permitan a todos y a cada uno de los integrantes de la comunidad nacional su mayor realización espiritual y material posible, con pleno respeto a los derechos y garantías que esta Constitución establece", "promover la integración armónica de todos los sectores de la Nación" y "asegurar el derecho de las personas a participar con igualdad de oportunidades en la vida nacional".
Específicamente en materia educacional el artículo 19 n.º 10 fija las siguientes obligaciones al Estado: financiar un sistema gratuito respecto de la educación básica y la educación media, destinado a asegurar el acceso a ellas de toda la población; fomentar el desarrollo de la educación en todos sus niveles; estimular la investigación científica y tecnológica, la creación artística y la protección e incremento del patrimonio cultural de la Nación; promover la educación parvularia y garantizar el acceso gratuito y el financiamiento fiscal al segundo nivel de transición, sin que éste constituya requisito para el ingreso a la educación básica.

## Contenido

### Generalidades
La LOCE posee un título preliminar en el que se regula, ante todo, su objeto y alcance. Este consistiría, como se ha dicho, en fijar los requisitos mínimos de la enseñanza básica y media, el deber del estado de velar por su cumplimiento, así como el reconocimiento oficial de todos los establecimientos educacionales.
La ley contiene además una definición sumamente amplia de educación, en los mismos términos que la Constitución.
Cabe destacar que fue necesario introducir en el año 2000 una norma que prohíbe y sanciona la discriminación en los establecimientos por causa de embarazo de una alumna. El embarazo no puede ser un impedimento para ingresar y permanecer en un establecimiento.
La ley distingue, asimismo, entre educación formal e informal.
Se prohíbe la existencia de una educación "militante", en el sentido de que la educación no puede orientarse a propagar tendencia político partidista alguna.
A continuación se definen los distintos niveles educativos, comenzando por la educación parvularia [ahora requisito el Segundo Nivel de Transición (NT2)], la educación básica y la educación media.
La ley regula también los procesos de selección, los que deberán ser objetivos y transparentes y respetar la dignidad de los estudiantes y sus familias.

### Requisitos mínimos de la enseñanza básica
•	Para lograr los objetivos generales señalados en el artículo anterior, los alumnos de la enseñanza básica deberán alcanzar los siguientes requisitos mínimos de egreso:
•	a) Saber leer y escribir; expresarse correctamente en el idioma castellano en forma oral y escrita, y ser capaz de apreciar otros modos de comunicación;
b) Dominar las operaciones aritméticas fundamentales y conocer los principios de las matemáticas básicas y sus nociones complementarias esenciales;
c) Desarrollar su sentido patrio y conocer la historia y geografía de Chile con la profundidad que corresponde a este nivel;
d) Conocer y practicar sus deberes y derechos respecto de la comunidad, en forma concreta y aplicada a la realidad que el educando y su familia viven;
e) Conocer las nociones elementales de las ciencias naturales y sociales: comprender y valorar la importancia del medio ambiente, y
f) Tomar conciencia de la importancia de participar activamente en expresiones de la cultura relacionadas con el arte, la ciencia y la tecnología, y de obtener un desarrollo físico armónico.

## Críticas

### Legitimidad
Las circunstancias de elaboración de la LOCE hacen que sea objeto de severas críticas acerca de su legitimidad. En primer lugar, porque habría nacido como una legislación irregular y prácticamente de emergencia. En segundo lugar, porque en su formulación original la LOCE fue dictada por una Dictadura Militar, pero en cambio sus modificaciones han debido ser aprobadas por mayorías parlamentarias muy superiores a las demás leyes, atendido su carácter de ley orgánica constitucional.

### Las protestas estudiantiles por la LOCE
Desde abril hasta junio de 2006, los estudiantes secundarios manifestaron su descontento con la Ley Orgánica Constitucional de Enseñanza con una serie de movilizaciones, mediante la Revolución de Los Pingüinos o Revolución Pingüina (denominación coloquial dada a los estudiantes en etapa escolar debido a su uniforme tradicional, consistente en una camisa blanca con un ambo negro u ocasionalmente azul marino, en caso de los hombres, o con un jumper de los mismos colores, para las mujeres, acompañado de la corbata institucional, que, visto a distancia, da la semejanza visual con los pingüinos), solicitando su derogación, junto a otras peticiones, como el mejoramiento de la calidad de la educación chilena, el estudio y reformulación de la Jornada Escolar Completa (JEC), la gratuidad de la Prueba de Selección Universitaria (PSU) y un pase escolar gratuito y unificado, tarifa de locomoción gratuita , entre otras peticiones para mejorar la educación chilena para que sea más igualitaria y de mejor calidad.

## Proyecto de reforma a la LOCE
El 10 de abril de 2007, la presidenta Michelle Bachelet envió al Congreso un proyecto sobre Ley General de Educación, que busca reemplazar la Ley Orgánica Constitucional de Enseñanza, por la Ley General de Educación.
El proyecto contempla modificaciones importantes en los procesos de admisión, currículum, y reconocimiento oficial de los establecimientos educacionales.
Ante todo, limita la facultad que tienen los establecimientos de discriminar a sus alumnos por motivos económicos.
En lo que respecta al currículum, se reduce la educación básica a seis años y la educación media aumenta en dos años, quedando en 6 también.
Finalmente, aumenta los requisitos que deben cumplir los responsables de un establecimiento para obtener el reconocimiento oficial del Estado.